# ايمارجيس
قالب:استخدام تواريخ يوم/شهر/سنة

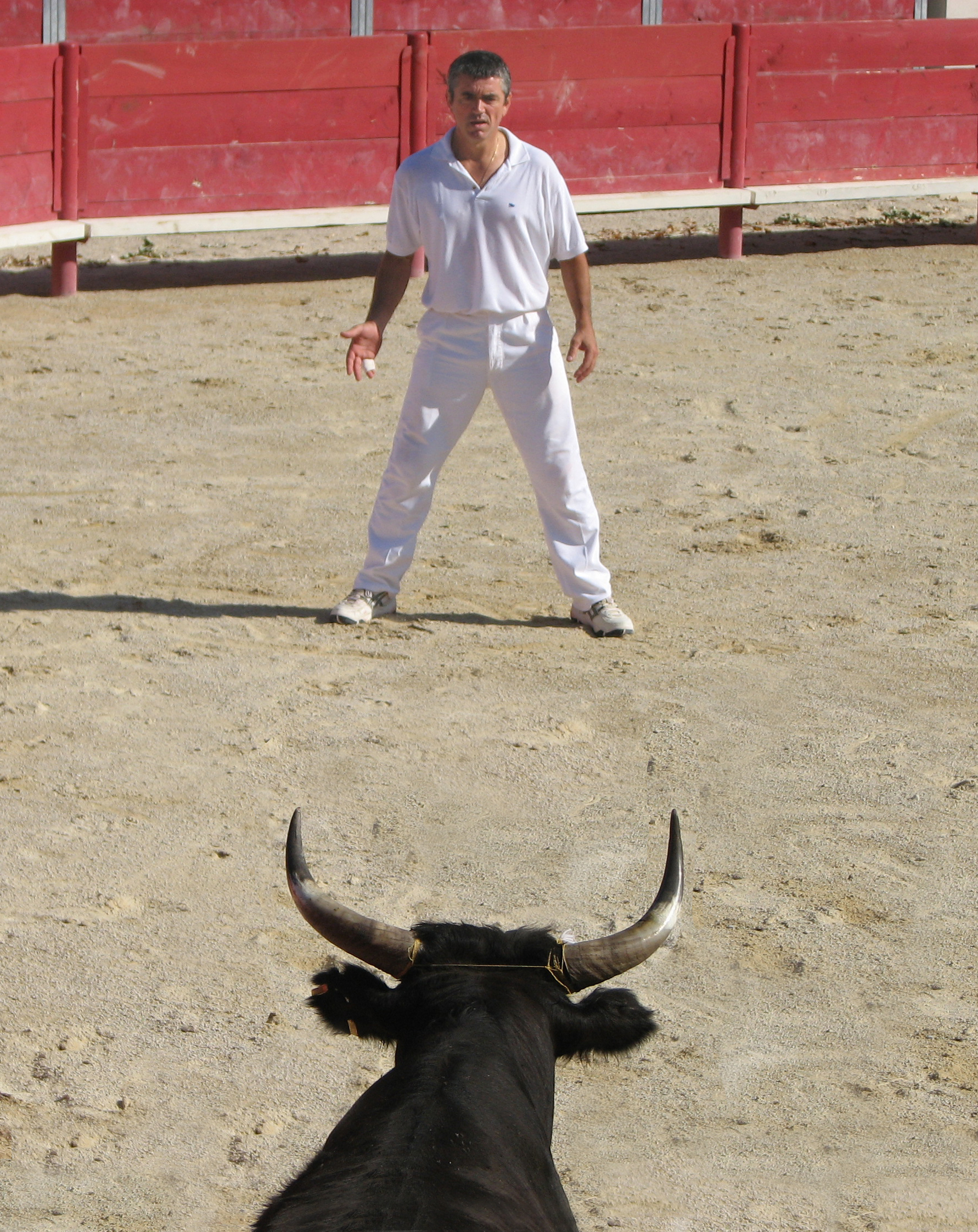
كوكاردير يواجه ثورًا في دورة الكامارغ في أيمارغ

أيمارغ (يُنطق بالفرنسية: [ɛmaʁɡ]) هي بلدية في غار الدائرة في جنوب فرنسا. قد يكون لمدينة أيمارغ أصول رومانية وتقع بجوار نهر فيدورل على سهل الفيضانات لنهر الرون. تقليديًا، كانت مجتمعًا زراعيًا ومنتجًا للنبيذ، ولكنها الآن تضم أيضًا عددًا من الصناعات الجديدة وأصحاب العمل الذين يستفيدون من روابط طرق ممتازة إلى شمال فرنسا وكذلك إلى إسبانيا وإيطاليا.

## الجغرافيا
تقع على بُعد حوالي 26 كم إلى الجنوب الغربي من نيم، بالقرب من الحدود مع دائرة هيرولت، ويمكن الوصول إلى أيمارغ بسهولة من الطريق السريع A9. محطة أيمارغ بها روابط سكك حديدية إلى نيم و لو غراو-دو-روي.
تعد كامارغ الصغيرة منطقة من الأراضي الرطبة على الجانب الغربي من دلتا نهر الرون في جنوب فرنسا. تعتبر أيمارغ مدينة صغيرة في الكامارغ الصغيرة بجوار نهر فيدورل الذي ينبع من جبال سيفين إلى الشمال الغربي. قبل حوالي 6000 عام قبل الميلاد، كانت معظم المناطق الداخلية من الكامارغ الصغيرة مشغولة ببحيرة، لِتانغ دي لور، التي كانت مفصولة عن البحر بواسطة حاجز رملي. منذ ذلك الحين، أصبحت البحيرة تتراكم بها الرواسب بشكل تدريجي. الأرض المحيطة بأيمارغ مسطحة والتربة غنية، حيث يتم تراكم الرواسب التي جلبها نهر الرون وتDeposited في دلتاها والمنطقة المحيطة بها أثناء الفيضانات. بالإضافة إلى الأراضي الزراعية، هناك سدود، وأقنية، ومستنقعات، وبرك مالحة، وبحيرات، وكثبان رملية في المنطقة.

## التاريخ
يوحي اللاحقة "أرجس" بأن بلدة إيمارغ قد وُجدت منذ العصور القديمة. ومن المحتمل أنها سُمّيت على اسم القائد العسكري الروماني فلافيوس أرماتوس. غير واضح متى تم بناء قلعة إيمارغ بالضبط، لكنها كانت موجودة قبل عام 1185. يُقال إن الملك لويس التاسع قد انطلق في الحروب الصليبية من هذه البلدة. في القرن الثالث عشر، أظهر إحصاء أن البلدة قد أصبحت مجتمعًا مزدهرًا يضم 522 منزلًا، مما يدل على أن عدد السكان تجاوز 2000 شخص. في عام 1565، خضعت المنطقة لسيطرة عائلة كروسول وأصبح فيكونت ديوز واحدة من الحصون الرئيسية في فيسترنك السفلى. لويس الثالث عشر أمر بتدمير أسوار المدينة. في أوائل القرن الثامن عشر، أدرج جان شارل دي كروسول بارون ديمارغ ضمن ألقابه.[بحاجة لمصدر]
تطورت البلدة من مركزها الأساسي. وهي مكتفية ذاتيًا وليست مُعبرَة من الطرق التي تمتد من جانب إلى آخر من المدينة. كانت محاطة في الأصل بـ سور المدينة، وتحتوي على قلعة في ركنها الشمالي الغربي والكنيسة، التي أعيد بناؤها في القرن التاسع عشر، في مركزها. تُحيط بهذه المنطقة القديمة منطقة أخرى تضم أيضًا منازل مكتظة وشوارع ضيقة. الضواحي الخارجية حديثة.

## المعالم
تحتوي بلدية إيمارغ على عدة مباني ذات أهمية تاريخية:
- قلعة تيليان، التي تقع على بُعد 2 كم إلى الجنوب من القرية، هي معسكر روماني قديم كان يُعرف في الأصل باسم "فيلا تيلياميس". بعد ذلك، كانت تابعة لـ دير المزمور قبل أن تكتسبها عائلة بورنييه. يعود بناء المبنى الحالي إلى النصف الثاني من القرن السادس عشر مع بعض الإضافات من القرن السابع عشر. أصبحت monument historique في عام 1992.[10]
- ماس دي ماليرب، ملكية عائلة مينارد-دوريان، المرتبطة بـ فيكتور هوغو.
- تم تحويل الكنيسة الرعوية السابقة من القرن السابع عشر إلى سوق داخلي في نهاية القرن التاسع عشر. تُعرف الآن باسم "قاعة جورج برازنس"، وتستخدم كمركز للمعارض.[6]

كما تحتوي القرية على مدارس، وحضانات، ومكتبة، ومركز للشباب، ومركز ترفيهي للبالغين. هناك ساحة لمصارعة الثيران حيث تُقام "دورة كامارغ". في المعارك التقليدية التي تُقام هنا، لا يُقتل الثور بل يحاول رازيتور غير مسلح انتزاع وردة من بين قرنيه.

## الاقتصاد
بينما لا تزال الزراعة وإنتاج النبيذ مساهمات مهمة في الاقتصاد المحلي، فإن اللاعبين الجدد مثل رويال كانين، منتج أغذية الكلاب والقطط، وإيتسوفت، شركة البرمجيات، وشركة إيمينس للملابس الداخلية، هم أيضًا أصحاب عمل مهمين، مستفيدين من الوصول السهل إلى الطريق السريع الذي يربط إيطاليا وإسبانيا وكذلك شمال فرنسا.

## العمداء
- خلال الثورة الفرنسية:
  - جان باتيست لانكري دي لا لويل، أول عمدة منتخب (معتدل، يناير-أكتوبر 1790)؛
  - تشارلز كاربونييه (معتدل، نوفمبر 1790-نوفمبر 1791)؛
  - مارك أنطوان بواسييه (معتدل، نوفمبر 1791-ديسمبر 1792)؛
  - بيير بواسيير القدير (معتدل، ديسمبر 1792-أكتوبر 1793[15])؛
  - بيير فونتان (يعقوبي، أكتوبر 1793-مايو 1795)؛
  - غيوم كاربونييه الجونيور (معتدل، مايو 1795-1800)؛
- تحت القنصلية والإمبراطورية الفرنسية:
  - أنطوان بروزيه الجونيور (معتدل، مايو 1800-سبتمبر 1805[16])؛
  - جان باتيست روسيلييه (معتدل، سبتمبر 1805;[17]
  - بيير بوليه (1805–1808)؛
  - أنطوان بروزيه الجونيور (معتدل، 1808-يناير 1813)؛
  - إتيان دي بونافو (ألترا-ملكي، يناير 1813-أبريل 1815)؛
- غيوم كاربونييه-بوسكيه (معتدل، أبريل-يوليو 1815)؛
- تحت استعادة بوربون:
  - إتيان دي بونافو (ألترا-ملكي، يوليو 1815-فبراير 1819)؛
  - جان باتيست روسيلييه (ليبرالي، مارس 1819-يناير 1824)؛
  - لويس أوغست دي غالهوت (ملكي، يناير 1824-أكتوبر 1830[16])؛
- تحت ملكية يوليو:
  - إتيان دي بيسون (معتدل ملكي، أكتوبر 1830-يناير 1831[16])؛
  - جان بيير بروزيه (أورلياني، يناير 1831-ديسمبر 1832[16])؛
  - غيوم كاربونييه-بوسكيه (ليبرالي، يناير 1833-مارس 1837[16])؛
  - بيير غوتييه (ملكي، يوليو-أكتوبر 1837[18])؛
  - ليونس أليوت (أورلياني، يونيو 1838[19]-فبراير 1848[18])؛
  - موريش دي كراي (ملكي، مارس 1848-؟)؛
- من 1848 إلى 1905 (الجمهورية الثانية والثالثة):

لإكمال

## الرياضة
فريق كرة القدم في بلدية إيمارغ هو Stade Olympique (SOA). في بداية شهر مايو، يقام سنويًا بطولة دولية شهيرة.
فريق الرغبي المحلي هو Aimargues Rugby Club المعروف أيضًا باسم Raouba-vesso.
يوجد في إيمارغ ملعبان: ملعب باتيستين غويغ وملعب رينيه ديوبون (الذي كان يعرف سابقًا باسم ملعب بيلا فيستا)؛ واثنان من مراكز الفروسية؛ وساحة ليوبولد ديوبون.

## الإعلام
تمتلك إيمارغ صحيفتها الخاصة: Aimargues le journal، التي أُنشئت في عام 2008.
كما يتم تغطية إيمارغ من قبل الصحيفة اليومية Midi Libre، ومن قبل التلفزيون المحلي TV SUD Camargue Cévennes وبرامج France 3 Sud.

## الدين
توجد الكنائس الكاثوليكية والبروتستانتية في إيمارغ.
تعد الرعايا الكاثوليكية جزءًا من العمادة التابعة لـفوفير وأبرشية نيم.
تتولى الكهنة الخدمين في العمادة إقامة القداس.
تحافظ الكنيسة الإصلاحية في فرنسا على مجمع أبرشية إيمارجيس
.

## التعليم
المدرسة العامة maternelle (مرحلة ما قبل المدرسة) هي مدرسة فنتادور. المدرسة الابتدائية العامة هي مدرسة غويييرم الابتدائية.

## المدرسة
تخدم المدرسة الإعدادية (الكوليج) المجتمع وهي كوليج غارغو-لو-مونتيو، الواقع في Gallargues-le-Montueux. بالإضافة إلى إيمارغ وغارغو-لو-مونتيو، يخدم أيضًا أغ فيف. وقد افتتح في سبتمبر 2014. اعتبارًا من 2017، كان لديها حوالي 600 طالب.
يوجد أيضًا مدرسة ابتدائية كاثوليكية خاصة في إيمارغ، وهي إيكول إليمينتير بريف نوتردام دي غارديان.

## سكان بارزون
- جورج دو كورسول، بارون سان-ريمي.
- بيير ميلشيور دازيمار (أو داديه مار)، محافظ فار.
- لويس-إتيان ريكار، سياسي.
- جان-سيزر فنسن-بلوشوت، سياسي.
- فرانسوا جوزيف بامفيل دي لاكروix (1774–1841)، جنرال.
- فرانسوا-إيسيدور ريكار، ابن لويس-إتيان، سياسي.
- بولين دانغلاس دي برافييل.
- شارل دو سورفيل، سياسي.
- بول مينيارد-دوريان، سياسي.
- بولين مينيارد-دوريان، كاتبة، ملهمة مارسيل بروست.
- فانفون غيلييرم، مانادية.
- جان جوردان، المعروف بـ تشوشو، ناشط أناركي.
- غاستون بيشارد، ناشط اشتراكي، نقابي.
- ميشيل ستال، رفيق التحرير، قس في الكنيسة الإصلاحية.
- ليوبولد ديوبون، راعي.
- بيير تورييليس، كاتب، شاعر، محرر.
- جان-فرانسوا غاليه، رسام.
- ميشيل ماثيس، المعروف بـ ميشيل فالغويرس، كاتب.
- تييري فليكس، راعي.
- لوران بيت، كوميدي.

## قراءة إضافية
- جان-لويس بي (1989). إيمارغ خلال العواصف الثورية، 1788-1799 (بالفرنسية). C. لاكور. Archived from the original on 2014-06-29.
- جان-لويس بي (1992). تاريخ إيمارغ: من 1799 إلى 1851 (بالفرنسية). C. لاكور. ISBN:978-2-86971-631-5. Archived from the original on 2014-06-29.
- جان فيدال (1993). مونوجرافيات مدينة إيمارغ (بالفرنسية). لاكور. Archived from the original on 2014-06-29.

## روابط خارجية
- إيمارغ على موقع واي باك مشين (archive index)

قالب:بلديات غار